# Elezioni presidenziali in Kazakistan del 1999
Le elezioni presidenziali in Kazakistan del 1999 si tennero il 10 gennaio.

## Risultati
| Nursultan Nazarbaev      | Indipendente                             | 5 846 817 | 80,97 |  |  |  |  |  |
| Serikbolsyn Abdildin     | Partito Comunista del Kazakistan         | 857 386   | 11,87 |  |  |  |  |  |
| Gani Qasymov             | Indipendente                             | 337 794   | 4,68  |  |  |  |  |  |
| Engels Gabbasov          | Partito di Unità Popolare del Kazakistan | 55 708    | 0,77  |  |  |  |  |  |
| Contro tutti i candidati | -                                        | 123 703   | 1,71  |  |  |  |  |  |
| Totale                   | Totale                                   | 7 221 408 | 100   |  |  |  |  |  |
|                          |                                          |           |       |  |  |  |  |  |
| Voti non validi          | Voti non validi                          | 107 562   | 1,47  |  |  |  |  |  |
| Votanti                  | Votanti                                  | 7 328 970 | 87,05 |  |  |  |  |  |
| Elettori                 | Elettori                                 | 8 419 283 |       |  |  |  |  |  |